# Aeromehanika
Aeromehanika je grana mehanike fluida koja ispituje zakonitosti ravnoteže i gibanja zraka i drugih plinova. Dijeli se na aerostatiku i aerodinamiku. Aerostatika se bavi uvjetima ravnoteže zraka i drugih plinova, odnosno zakonima ravnoteže tijela u nekom plinovitom mediju (na primjer stlačeni zrak u zatvorenom spremniku, ponašanje balona ili zračnog broda). Aerodinamika proučava strujanje zraka i drugih plinova, kao i sile koje djeluju na neko tijelo (na primjer zrakoplov) kada se ono relativno giba s obzirom na plinoviti medij.

## Aerodinamika
Aerodinamika je znanstvena disciplina u okviru mehanike fluida koja proučava strujanje plinova i sile kojima plin, u prvom redu zrak, djeluje na neko tijelo kad između njih postoji relativno gibanje. Aerodinamika je posebno važna za aeronautiku, jer istražuje uzgon, otpor i momente uzrokovane silama zraka na zrakoplov (aerodinamičko ispitivanje). Jedna je od osnovnih zadaća aerodinamike da odredi takav oblik zrakoplova, odnosno njegovih pojedinih dijelova (krilo, trup, krilca, zakrilca), koji će pri gibanju kroz zemaljski zračni omotač imati optimalna aeronautička svojstva, to jest velik uzgon i malen otpor, a ujedno će funkcionalno odgovarati svojoj namjeni.
Aerodinamika razlikuje nekoliko područja brzina relativnog gibanja u kojima su strujanje zraka i pojave uzrokovane tim strujanjem bitno različiti, pa su i optimalni oblici tijela (aeroprofili) i konstrukcija zrakoplova za svako područje drugačiji. U području malih podzvučnih brzina (Machov broj manji od 0,4) zrak se može smatrati praktički nestlačivim, pa otpor zrakoplova ovisi jedino o viskoznim svojstvima zraka, to jest sastoji se od otpora trenja, uzrokovanog manjom brzinom strujanja u graničnom sloju i pojavom tangencijalnog naprezanja, zatim od takozvanog otpora oblika i induciranog otpora, koji nastaju zbog djelovanja različitog tlaka na pojedinim dijelovima površine i zbog stvaranja zračnih vrtloga. 
U uskom prijelaznom području između podzvučnih i nadzvučnih brzina, na strujanje počinje utjecati, osim viskoznosti, i stlačljivost zraka. Pri brzinama bliskima brzini zvuka stvara se uz površinu tijela udarni val, koji se očituje skokovitom promjenom gustoće, tlaka, temperature i brzine, a posljedica je toga povećanje otpora i promjena uzgona. To se prijelazno područje naziva zvučnom barijerom ili zvučnim zidom. U nadzvučnom području, kad je brzina zrakoplova veća od brzine zvuka, udarni se valovi stvaraju ispred tijela i na prednjem i izlaznom bridu krila. Pri brzinama većima od peterostruke brzine zvuka (hiperzvučne brzine) nastaje jako zagrijavanje i pojavljuju se termodinamički učinci (aerotermodinamika) kojih nema pri nižim brzinama.